# Tallskogssångare
Tallskogssångare (Setophaga pinus) är en fågel i familjen skogssångare inom ordningen tättingar. Den häckar i östra Nordamerika, i Bahamas och Hispaniola. På flera sätt är den en udda skogssångare: den sjunger året runt, övervintrar nordligast och är den enda som regelbundet äter frön.

## Kännetecken

### Utseende
Tallskogssångare är 13–14 cm långa, rätt kraftiga och långstjärtade skogssångare med kraftiga näbbar. Fjäderdräkten är gulaktig, med olvgrön rygg, vitaktig buk och två tydliga vingband på de gråa vingarna. Vuxna hanar är färggladast, honor och ungfåglar mer dämpade i färgerna och ibland nästan gråbruna. Ansiktet är skogssångare relativt otecknat, men en ljusare ögonring och tygel kan skönjas.

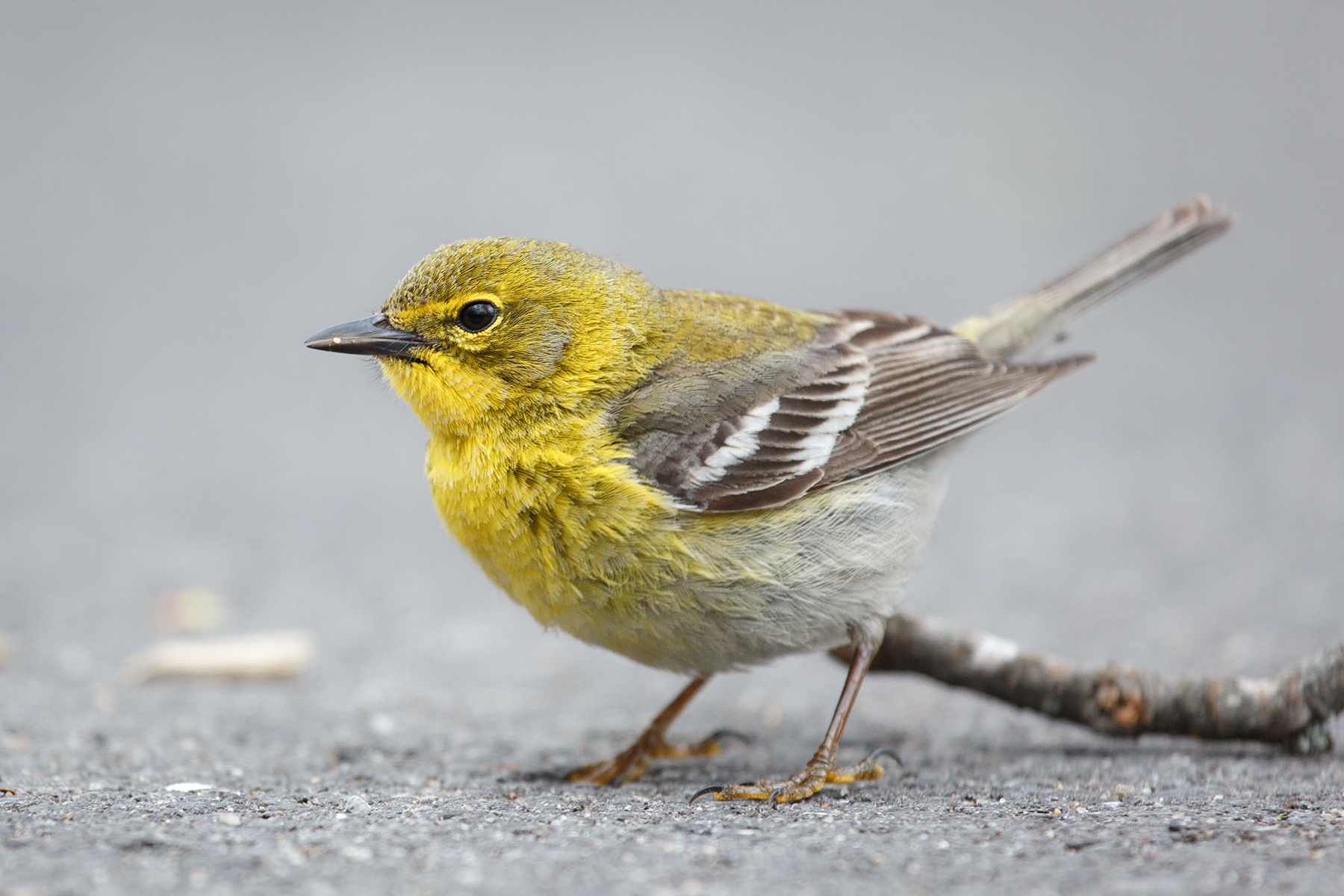
Hane.

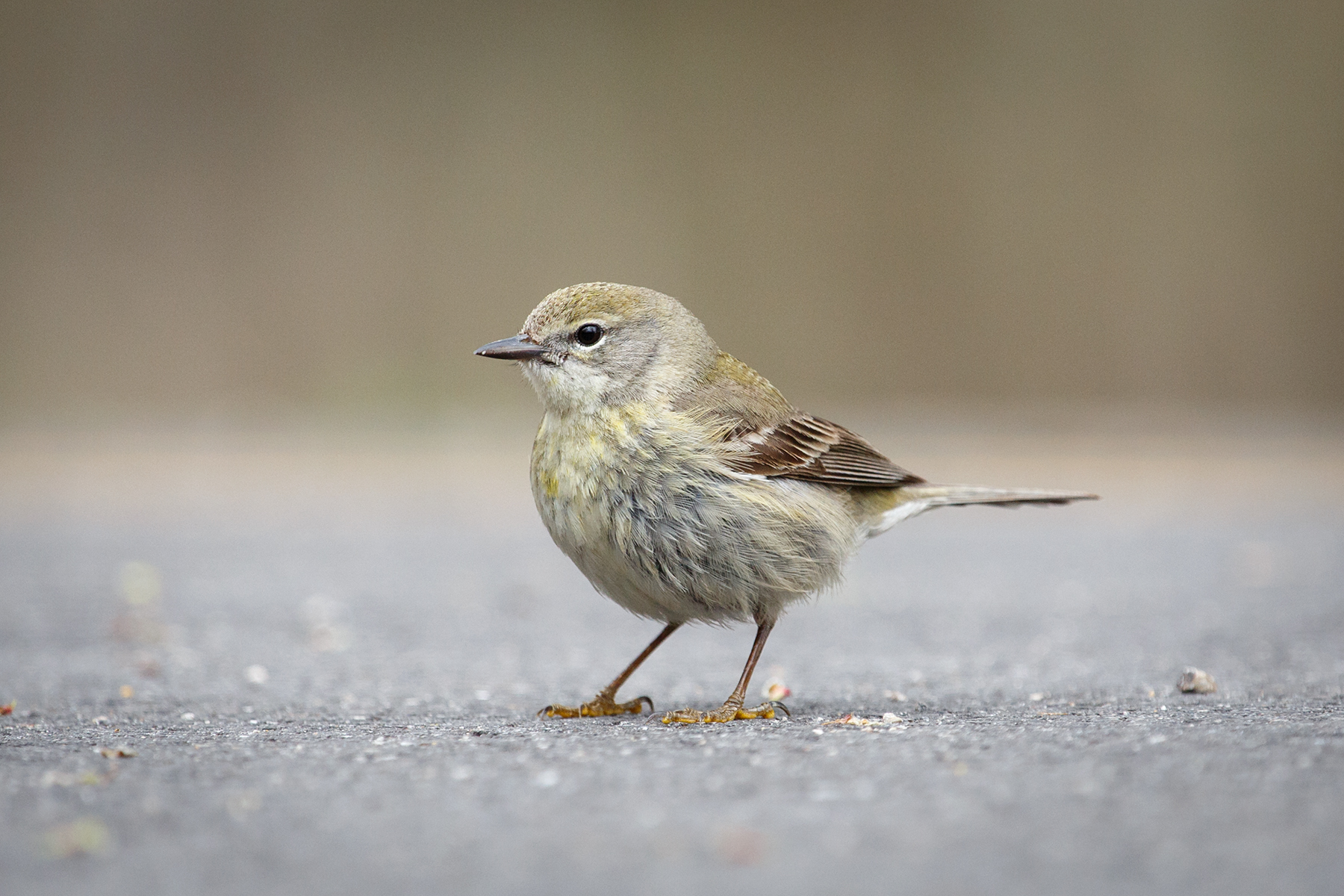
Hona.

### Läte
Sången består av en snabb drill påminnande om tjippsparvens sång, men är kortare och mer musikalisk.  Den sjunger ovanligt för skogssångare året runt. Lätet är ett ljust tjippande och i flykten hörs ett fallande ”seet”.

## Utbredning och systematik
Tallskogssångare delas upp i fyra underarter med följande utbredning:
- Setophaga pinus pinus – sydöstra Kanada till sydöstra Texas och norra Florida
- Setophaga pinus florida – Floridahalvön, från Gainesville till Everglades
- Setophaga pinus achrustera – Bahamas (Grand Bahama, Little Abaco, Great Abaco, Andros och New Providence)
- Setophaga pinus chrysoleuca – Hispaniola

Nominatformen är delvis flyttfågel, där de nordligaste fåglarna flyttar till sydöstra USA. Arten övervintrar därmed längst norrut av alla skogssångare. Eftersom den är en relativt kortflyttande fågel är den en av få Setophaga-skogssångare i östra Nordamerika som ännu inte setts i Europa.

### Släktestillhörighet
Tidigare placerades den tillsammans med ett stort antal andra arter i släktet Dendroica. DNA-studier visar dock att rödstjärtad skogssångare (Setophaga ruticilla) är en del av denna grupp. Eftersom Setophaga har prioritet före Dendroica inkluderas numera alla Dendroica-arter i Setophaga.

## Levnadssätt
Tallskogssångaren gör skäl för sitt namn. Den häckar i tallskog eller lövskog med inslag av tall. Till och med under flyttningen och i övervintringsområdet ses den vanligen i tallar. De håller sig ofta långt uppe i träden och kan därför vara svåra att få syn på.

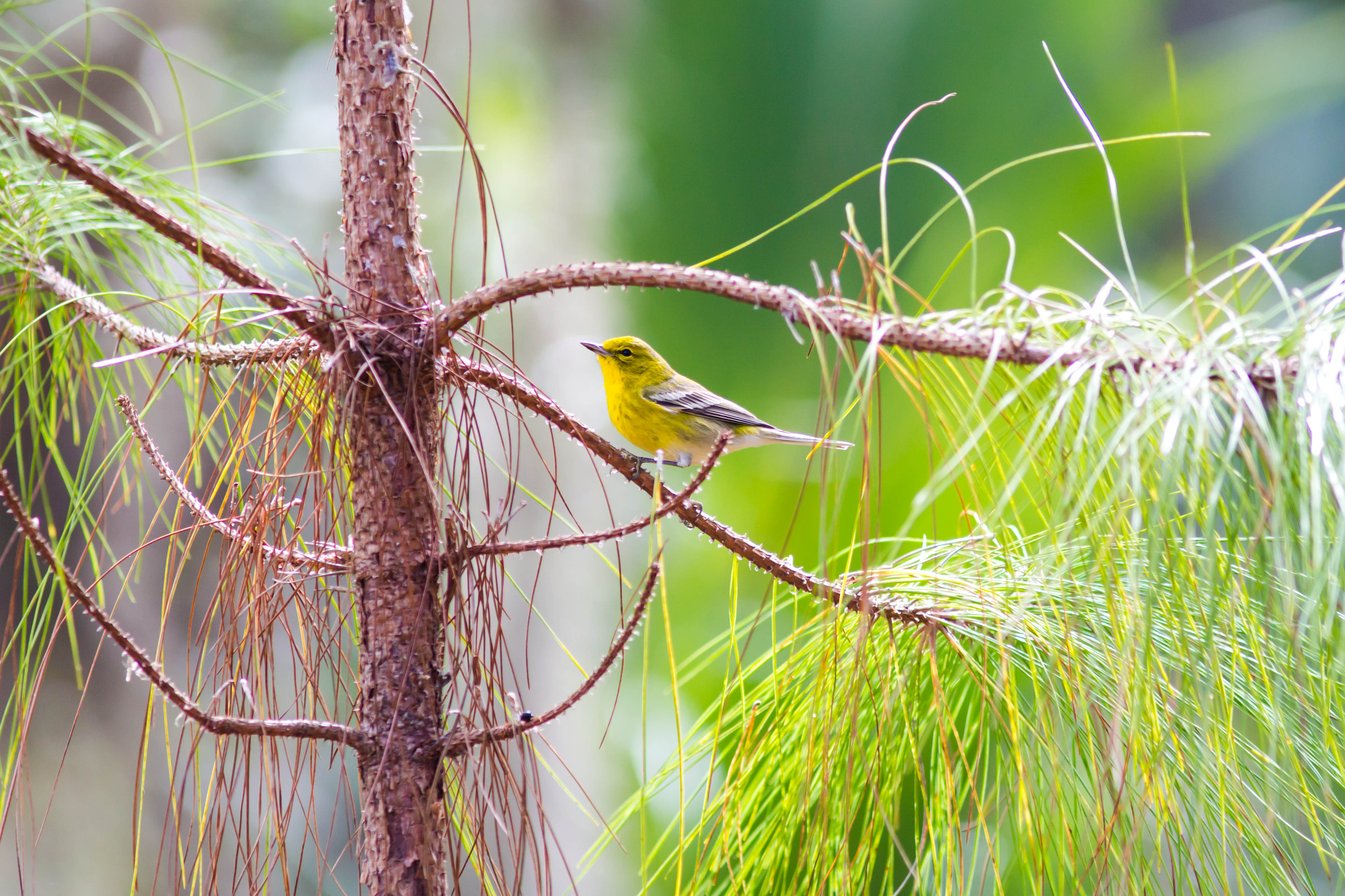
Tallskogssångaren ses som namnet avslöjar sällan långt ifrån en tall.

### Föda
Födan består av insekter som den plockar från bark och barr, men kan också ses fånga insekter i flykten. Den kan också ta frukt och är den enda skogssångaren som regelbundet äter frön. Vintertid är den därför inte en ovanlig besökare vid fågelmatningar.

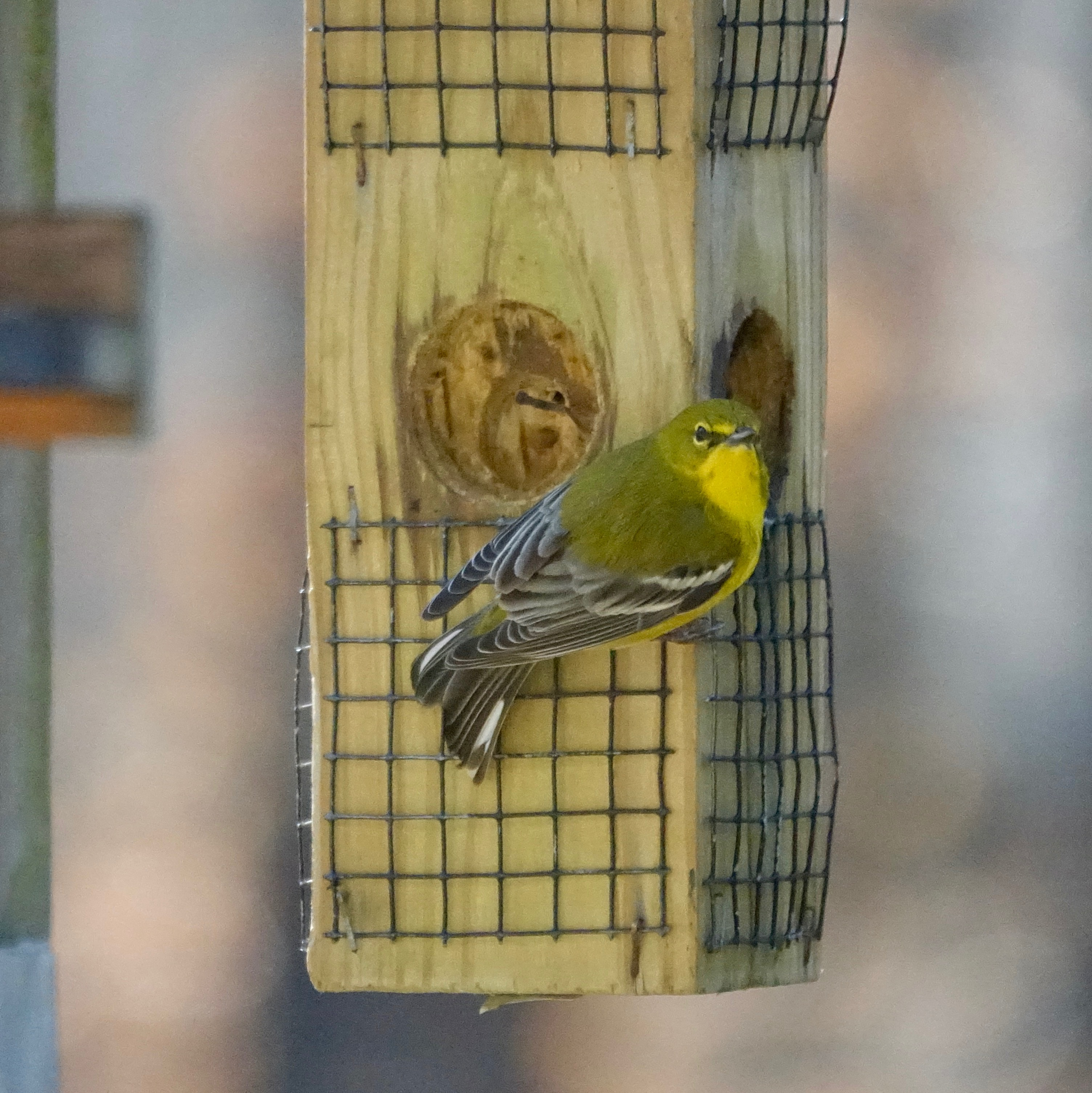
Arten är en mycket få skogssångare som kan ses vid fågelmatningar.

### Häckning
Tallskogssångaren häckar från mars till juli, med äggläggning mestadels april–juni. Den bygger nästan alltid sin bo i ett tall, ofta högt upp dolt bland barr och kottar. Däri lägger den en till två kullar med tre till fem ägg som ruvas i tio till 13 dagar. Efter ytterligare tio dagar är ungarna flygga.

## Status och hot
Arten har ett stort utbredningsområde och en stor population, och tros öka i antal. Utifrån dessa kriterier kategoriserar internationella naturvårdsunionen IUCN arten som livskraftig (LC). Världspopulationen uppskattas till 13 miljoner individer.